# Narząd Sachsa
Narząd Sachsa – wyspecjalizowany, parzysty narząd elektryczny wspomagający funkcje głównego narządu elektrycznego u strętwy (Electrophorus electricus). Powstaje z przekształconych włókien mięśniowych jako pierwszy z trzech narządów elektrycznych występujących u tego gatunku. Główny narząd wykształca się jako drugi, a na końcu powstaje narząd Huntera. Narząd Sachsa jest zbudowany z wielu szeregów elektrocytów, stale emituje słabe impulsy o częstotliwości zależnej od stanu emocjonalnego ryby – od kilkunastu do kilkudziesięciu Hz. Jest umiejscowiony za narządem głównym, w tyle ogonowej części ciała. Służy do komunikacji wewnątrzgatunkowej i elektrolokacji. Prawdopodobnie ma duże znaczenie przy wyszukiwaniu i wyborze partnera do rozrodu.
Nazwa tego narządu honoruje niemieckiego zoologa Karla Sachsa.